# Naturpark Unteres Saaletal

Logo

Der Naturpark Unteres Saaletal ist ein Naturpark in Sachsen-Anhalt. Er erstreckt sich entlang der Saale von Halle (Saale) bis Nienburg (Saale) und ist durch eiszeitliche Ablagerungen geprägt. Der Naturpark ist relativ regenarm, so dass sich charakteristische Pflanzengemeinschaften gebildet haben. Landschaftliche Besonderheiten sind die Porphyrkuppenlandschaft, die Mansfelder Mulde, der Halle-Hettstedter Gebirgsbrücke sowie das Fuhnetal.
Das Gesamtgebiet umfasst 408 km². Das untere Saaletal wurde bereits 1961 unter Landschaftsschutz gestellt und 2005 zum Naturpark erklärt.
Größere Städte bzw. Ortsteile sind Halle (Saale), Wettin, Alsleben, Bernburg (Saale) und Nienburg (Saale).